# اندیس شاه پسند
شاه پسند یک اندیس فلزی است که در حوالی شهر درود استان لرستان قرار دارد و مادهٔ معدنی موجود در آن، آلومینیوم است.سنگ میزبان این اندیس آهک دولومیتی وتوف است و دیرینگی آن به دوران تریاس می‌رسد. 